# Teorema di Wick
Il teorema di Wick è un metodo per ridurre uno sviluppo in derivate di ordine superiore a un problema di calcolo combinatorio. Prende il nome dal fisico italiano Gian Carlo Wick.
Viene largamente usato in teoria quantistica dei campi per ridurre prodotti arbitrari di operatori di creazione e distruzione a sommatorie di prodotti di coppie di questi operatori. Questo permette l'uso del metodo della funzione di Green, e di conseguenza l'uso dei diagrammi di Feynman. Un'idea più generale in teoria della probabilità è il teorema di Isserlis.

## Definizione di contrazione
Dati due operatori {\displaystyle {\hat {A}}} e {\displaystyle {\hat {B}}}, si definisce la loro contrazione nel modo seguente:
{\displaystyle {\hat {A}}^{\bullet }\,{\hat {B}}^{\bullet }\equiv {\hat {A}}\,{\hat {B}}\,-{\mathopen {:}}{\hat {A}}\,{\hat {B}}{\mathclose {:}}}
dove {\displaystyle {\mathopen {:}}{\hat {O}}{\mathclose {:}}} indica l'ordinamento normale dell'operatore {\displaystyle {\hat {O}}}. Un simbolo alternativo per le contrazioni è una linea che congiunge {\displaystyle {\hat {A}}} e {\displaystyle {\hat {B}}}.
Nel caso in cui {\displaystyle {\hat {A}}} e {\displaystyle {\hat {B}}} sono operatori di creazione e distruzione ci sono quattro casi particolari. Per {\displaystyle N} particelle si indicano gli operatori di creazione con {\displaystyle {\hat {a}}_{i}^{\dagger }} e gli operatori di distruzione con {\displaystyle {\hat {a}}_{i}} {\displaystyle (i=1,2,3\ldots ,N)}. Essi soddisfano le solite relazioni di commutazione {\displaystyle [{\hat {a}}_{i},{\hat {a}}_{j}^{\dagger }]=\delta _{ij}}, dove {\displaystyle \delta _{ij}} è la delta di Kronecker.
Si ha quindi
{\displaystyle {\hat {a}}_{i}^{\bullet }\,{\hat {a}}_{j}^{\bullet }={\hat {a}}_{i}\,{\hat {a}}_{j}\,-{\mathopen {:}}\,{\hat {a}}_{i}\,{\hat {a}}_{j}\,{\mathclose {:}}\,=0}
{\displaystyle {\hat {a}}_{i}^{\dagger \bullet }\,{\hat {a}}_{j}^{\dagger \bullet }={\hat {a}}_{i}^{\dagger }\,{\hat {a}}_{j}^{\dagger }\,-\,{\mathopen {:}}{\hat {a}}_{i}^{\dagger }\,{\hat {a}}_{j}^{\dagger }\,{\mathclose {:}}\,=0}
{\displaystyle {\hat {a}}_{i}^{\dagger \bullet }\,{\hat {a}}_{j}^{\bullet }={\hat {a}}_{i}^{\dagger }\,{\hat {a}}_{j}\,-{\mathopen {:}}\,{\hat {a}}_{i}^{\dagger }\,{\hat {a}}_{j}\,{\mathclose {:}}\,=0}
{\displaystyle {\hat {a}}_{i}^{\bullet }\,{\hat {a}}_{j}^{\dagger \bullet }={\hat {a}}_{i}\,{\hat {a}}_{j}^{\dagger }\,-{\mathopen {:}}\,{\hat {a}}_{i}\,{\hat {a}}_{j}^{\dagger }\,{\mathclose {:}}\,=\delta _{ij}}
dove {\displaystyle i,j=1,\ldots ,N}.
Queste relazioni valgono sia per operatori bosonici sia per fermionici per via di come è definito l'ordinamento normale.

## Tesi
L'enunciato del teorema di Wick afferma che il prodotto T-ordinato di N operatori è uguale al prodotto normale degli N operatori più il prodotto normale della somma di tutti i possibili modi di contrarre gli operatori tra loro.
L'applicazione immediata del teorema di Wick è sulla valutazione perturbativa delle funzioni di Green della teoria considerata. Infatti il valore di aspettazione del vuoto del prodotto normale di N operatori è per definizione nullo (il prodotto normale 'dispone' gli operatori di distruzione a destra) e di conseguenza il valore di aspettazione sul vuoto del T-prodotto si riduce alla somma di tutte le possibili contrazioni complete degli N operatori.

## Il teorema applicato ai campi
La funzione di correlazione che appare in teoria quantistica dei campi può essere espressa da una contrazione sugli operatori di campo:
{\displaystyle {\mathcal {C}}(x_{1},x_{2})=\left\langle 0|{\mathcal {T}}\phi _{i}(x_{1})\phi _{i}(x_{2})|0\right\rangle =\langle 0|{\overline {\phi _{i}(x_{1})\phi _{i}(x_{2})}}|0\rangle =i\Delta _{F}(x_{1}-x_{2})=i\int {{\frac {d^{4}k}{(2\pi )^{4}}}{\frac {e^{-ik(x_{1}-x_{2})}}{(k^{2}-m^{2})+i\epsilon }}},}
dove l'operatore {\displaystyle {\overline {\phi _{i}(x_{1})\phi _{i}(x_{2})}}} è la quantità che non distrugge lo stato di vuoto {\displaystyle |0\rangle }. Ciò significa che {\displaystyle {\overline {AB}}={\mathcal {T}}AB-{\mathopen {:}}{\mathcal {T}}AB{\mathclose {:}}}. Questo vuol dire che {\displaystyle {\overline {AB}}} è una contrazione su {\displaystyle {\mathcal {T}}AB}. Si noti che la contrazione di un prodotto T-ordinato di due operatori di campo è un c-numero.
Infine, si arriva al teorema di Wick
Il prodotto temporalmente ordinato di campi liberi può essere espresso nel modo seguente:
{\displaystyle {\mathcal {T}}\Pi _{k=1}^{m}\phi (x_{k})={\mathopen {:}}{\mathcal {T}}\Pi \phi _{i}(x_{k}){\mathclose {:}}+\sum _{\alpha ,\beta }{\overline {\phi (x_{\alpha })\phi (x_{\beta })}}{\mathopen {:}}{\mathcal {T}}\Pi _{k\not =\alpha ,\beta }\phi _{i}(x_{k}){\mathclose {:}}+}
{\displaystyle {\mathcal {+}}\sum _{(\alpha ,\beta ),(\gamma ,\delta )}{\overline {\phi (x_{\alpha })\phi (x_{\beta })}}\;{\overline {\phi (x_{\gamma })\phi (x_{\delta })}}{\mathopen {:}}{\mathcal {T}}\Pi _{k\not =\alpha ,\beta ,\gamma ,\delta }\phi _{i}(x_{k}){\mathclose {:}}+\ldots .}
Applicando questo teorema agli elementi della matrice S, si scopre che i termini in ordine normale agenti sullo stato di vuoto danno un contributo nullo alla somma. Si conclude che m è pari e rimangono solo i termini completamente contratti.
{\displaystyle F_{m}^{i}(x)=\left\langle 0|{\mathcal {T}}\phi _{i}(x_{1})\phi _{i}(x_{2})|0\right\rangle =\sum _{\mathrm {coppie} }{\overline {\phi (x_{1})\phi (x_{2})}}\cdots {\overline {\phi (x_{m-1})\phi (x_{m}}})}
{\displaystyle G_{p}^{(n)}=\left\langle 0|{\mathcal {T}}{\mathopen {:}}v_{i}(y_{1}){\mathclose {:}}\dots {\mathopen {:}}v_{i}(y_{n}){\mathclose {:}}\phi _{i}(x_{1})\cdots \phi _{i}(x_{p})|0\right\rangle }
dove p è il numero di campo in interazione o, equivalentemente, il numero di particelle interagenti) e n è l'ordine di sviluppo (o il numero di vertici di interazioni). Per esempio, se 
{\displaystyle v=gy^{4}\Rightarrow {\mathopen {:}}v_{i}(y_{1}){\mathclose {:}}={\mathopen {:}}\phi _{i}(y_{1})\phi _{i}(y_{1})\phi _{i}(y_{1})\phi _{i}(y_{1}){\mathclose {:}}}
Questo è analogo al corrispondente teorema (teorema di Isserlis) in statistica per i momenti di una distribuzione gaussiana.
Si noti che questa discussione è in termini della solita definizione di ordinamento normale che è appropriato per i valori di aspettazione del vuoto (VAV) dei campi. (Il teorema di Wick fornisce un modo di esprimere i VAV di n campi in termini di VAV di due campi.)  Ci sono altre possibili definizioni di ordinamento normale, e il teorema di Wick è valido a prescindere. Tuttavia, il teorema di Wick semplifica i calcoli solo se la definizione di ordinamento normale usata combacia con il tipo di valore di aspettazione desiderato, ovvero, si vuole che il valore di aspettazione di prodotto in ordine normale sia nullo. Per esempio in teoria dei campi termica un tipo diverso di valore di aspettazione, una traccia termica sulla matrice densità, richiede una diversa definizione di ordinamento normale.